# Þórður Guðjónsson
Þórður Guðjónsson (født 14. oktober 1973 i Akranes, Island) er en islandsk tidligere fodboldspiller (midtbane/angriber).
I løbet af sin 18 år lange karriere spillede Guðjónsson for en lang række klubber i forskellige europæiske lande. Han var blandt andet tilknyttet ÍA i hjemlandet, KRC Genk i Belgien, VfL Bochum i Tyskland samt spanske UD Las Palmas. Han spillede også ti kampe i den engelske Premier League, for Derby.
Guðjónsson spillede, over en periode på 11 år, 58 kampe for Islands landshold, hvori han scorede 13 mål. Han debuterede for holdet 8. september 1993 i en VM-kvalifikationskamp mod Luxembourg, og spillede sin sidste landskamp 13. oktober 2004 i et opgør mod Sverige.